# 三谷藍
三谷藍（日语：／ Mitani Ai，1978年8月21日—），日本女子籃球運動員，效力於富士通紅浪，主要位置為中前鋒。她被稱為「花之78年組」的其中一人。

## 經歷
- 市川市立二俣小學校 - 市川市立高谷中學校 - 船橋市立船橋高等學校 - 專修大學 - 富士通紅浪（2001年－）[1]

## 日本代表經歷
- 2005年亞洲女子籃球錦標賽
- 2005年東亞運動會
- 2007年亞洲女子籃球錦標賽
- 2008年夏季奧林匹克運動會女子籃球資格賽
- 2009年亞洲女子籃球錦標賽
- 2010年世界女子籃球錦標賽
- 2010年亞洲運動會
- 2011年亞洲女子籃球錦標賽
- 2015年亞洲女子籃球錦標賽[2]

## 外部連結
- 三谷藍 - 富士通レッドウェーブ（页面存档备份，存于） （日語）
- 三谷藍 - WJBL（页面存档备份，存于） （日語）